# Médée (Cherubini)
Pour les articles homonymes, voir Médée (homonymie).
Personnages
- Médée, épouse de Jason
- Jason, chef des Argonautes
- Dircé[1], fille de Créonte
- Néris, servante de Médée
- Créon, roi de Corinthe
- Un chef de la garde du roi, première servante, deuxième servante

Médée est un opéra-comique en trois actes composé par Luigi Cherubini sur un livret en français de François-Benoît Hoffman et créé le 13 mars 1797 par Luigi Cherubini au théâtre Feydeau à Paris.
Une version italienne, traduite d'une version allemande (avec les dialogues réécrits en récitatifs) de Franz Lachner par Carlo Zangarini, a été créée à la Scala de Milan en 1909 sous le titre de Medea.
Rare exemple de tragédie alternant numéros chantés et dialogues en alexandrins, le style musical réalise une fusion inédite entre la tragédie classique de l'école française et le modèle que représente l'école italienne.
Charpentier, Salomon, Benda et Naumann ont composé un Médée avant Cherubini.

## Inspiration
Dans la mythologie grecque, Médée  aide Jason à s'emparer de la Toison d'or, car elle en est amoureuse; elle trahit son père et, poursuivie par son frère, elle l'assassine. À la cour de Pélias, oncle de Jason, Médée procède à l'élimination du roi. Jason, avec qui elle aura deux enfants, monte sur le trône.
Quelques années plus tard, Jason décide d'épouser la fille de Créon, Glaucé, pour des raisons politiques (Médée, Euripide) ou sentimentales (Médée, Corneille). Médée, qui ne supporte pas d'être répudiée par Jason, décide d'empoisonner la future épouse; le père de celle-ci, Créon, mourra en voulant la sauver. Rien ne pouvant satisfaire la vengeance de Médée contre Jason, elle décide de tuer les deux fils qu'elle a eus de lui.
Dans l'opéra, la fille de Créon (ou Creonte), roi de Corinthe, s'appelle Dircé (ou Glauce dans la version italienne).

## Historique
« Medée, que nous autres musiciens reconnaissons comme le sommet de l'art lyrique » écrit  Johannes Brahms. Parmi les admirateurs de cet opéra, on peut encore citer Beethoven qui l'écoute à Vienne en 1802, Schubert, Weber, Spohr et Wagner.
François-Benoît Hoffman rédige le livret, avant que Cherubini n'en compose la musique. Cette œuvre est inspirée des tragédies éponymes d'Euripide, de Sénèque et de Pierre Corneille. Conformément aux habitudes du théâtre Feydeau, elle est représentée avec des dialogues parlés. L'opéra connaît un franc succès, mais c'est surtout grâce à Julie-Angélique Scio (it) qui interprète le rôle-titre.
Médée remporte un véritable triomphe en Allemagne avec les récitatifs chantés composés par Franz Lachner pour une représentation à Francfort-sur-le-Main le 1er mars 1855. Ils sont ensuite intégrés dans les productions postérieures avec souvent un livret en italien par Carlo Zangarini. C'est cette version qui consacre l'œuvre lors de sa création à la Scala en 1909. Elle est redécouverte en 1953 par l'interprétation de Maria Callas, sous la direction de Leonard Bernstein, toujours à la Scala, après une prise de rôle au Maggio Musicale Fiorentino. À l'époque, le poète et critique italien Eugenio Montale, écrit dans le Corriere d'Informazione: 

« En fait, ce Médée donne l'impression (ou l'illusion ?) d'être au seuil de ce que Gluck a apporté à l'expressionnisme moderne. Ici, Cherubini atteint réellement ce qu'il pense être l'essentiel de la musique, son essentiel, qui n'était pas la mélodie, mais, grâce à elle, une façon de lier étroitement son personnage, de le piéger et de l'amener sur le chemin de la vérité. »

## Argument

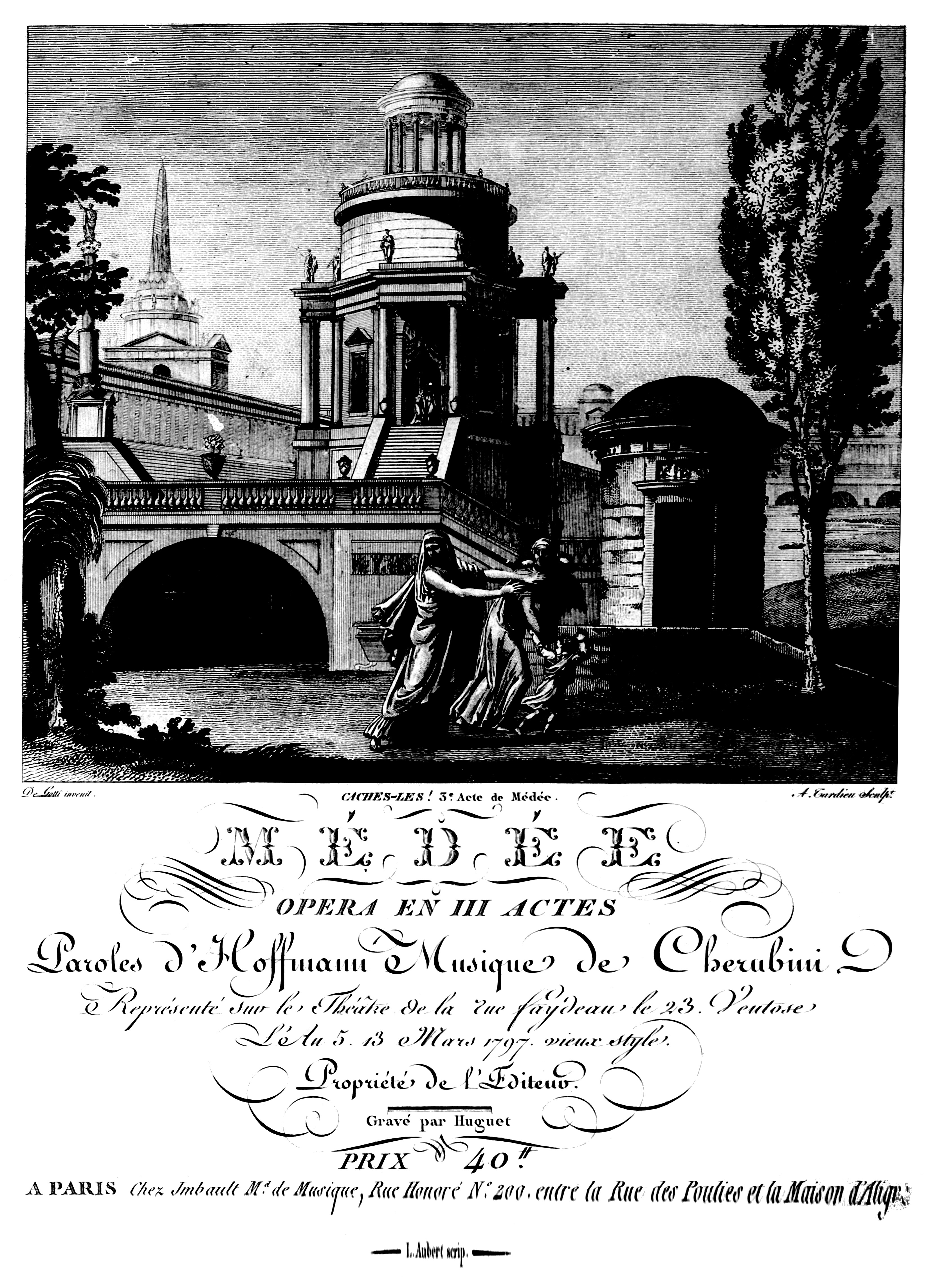
Première édition de Médée, 1797.

À l'époque de ce récit, le trône de Minoens de Béotie est usurpé par Pélias, un oncle de Jason. Ce dernier en est l'héritier légitime en tant que fils du feu roi Eson. Le jeune homme se rend donc chez son parent pour lui réclamer le pouvoir qui lui revient de droit.
Pélias, persuadé que son neveu périra dans l'entreprise, promet de lui restituer le trône s'il parvient à rapporter dans sa patrie la Toison d'or du bélier qui jadis sauva Phrixos et qui est gardée par un dragon dans la forêt d'Arcs en Colchide.
Jason accepte le défi et embarque avec cinquante hommes sur le navire Argos. La Toison d'or est, pour les Argonautes, un talisman infaillible contre tous les maux dont souffre la patrie.
Le roi de Colchide Aétès tente de les empêcher de s'emparer du talisman. Médée, fille du roi, qui  s'adonne aux arts occultes, tombée amoureuse, lui vient en aide. Les jeunes gens parviennent à endormir le dragon et s'enfuient avec le trophée, poursuivis par les soldats d'Aétès. Médée tue son propre frère, Apsyrtos, dont elle parsème les membres sur la route afin que son père perde du temps à les recueillir pour leur donner une sépulture.
Revenu dans sa patrie, Jason recouvre le trône mais, las de la cruauté de Médée, il la répudie. Il se rend à Corinthe où il tombe amoureux de Glauce, la fille du roi Créon auquel il demande sa main…

### Acte I
Glaucé, fille de Créon, roi de Corinthe, doit épouser Jason, le héros qui a récupéré la Toison d'or, mais elle s'inquiète de la vengeance de Médée dont on sait qu'elle s'adonne aux arts occultes.
Cette dernière a deux enfants de Jason qui l'a répudiée.
Créon rassure Jason : il protégera ses deux enfants afin qu'ils ne paient pas pour les fautes de leur mère.
Les Argonautes viennent présenter leurs hommages à la fiancée et étalent à ses pieds la Toison d'or enlevée en Colchide. Glauce est à nouveau troublée lorsqu'elle entend le nom du pays de Médée. Jason tente de la rassurer lorsqu'un garde annonce l'entrée d'une femme voilée:  Médée qui veut que Jason revienne auprès d'elle. Devant son refus, la magicienne menace de se venger. Laissée seule avec Jason, elle rappelle en vain à celui-ci les jours heureux passés ensemble et le menace : « Tu ne verras jamais le jour de ton mariage »

### Acte II
Néris, servante de Médée, essaie vainement de consoler cette dernière et de la convaincre de quitter Corinthe pour échapper à la colère du peuple.
Créon et son escorte ordonnent à Médée de quitter la ville. Elle accepte et demandela permission de dire adieu à ses enfants, que le roi lui accorde. Néris console Médée, mais la magicienne a échafaudé un plan: ses enfants seront l'instrument de sa vengeance et le chagrin du traître Jason sera sans bornes.
Lorsque le héros arrive, Médée prétend être très triste de la séparation d'avec ses enfants. Elle ordonne à Néris de remettre à Glaucé son cadeau de mariage: le diadème et le manteau qui lui ont été donnés par Apollon, mais elle projette toujours de se venger. À la fin de la cérémonie est terminée, elle se saisit d'un cierge de l'autel et part.

### Acte III
Quelque part dans la montagne, Médée prie les Dieux de lui donner le courage d'accomplir sa terrible vengeance. Néris, après avoir remis à Glaucé le cadeau de la magicienne, retourne auprès des deux enfants. Médée brandit son poignard pour les tuer, mais est incapable d'accomplir son geste. Elle révèle alors à Néris sa ruse: le diadème et le manteau sont empoisonnés et Glaucé en mourra. Horrifiée, Néris fuit vers le temple de Junon avec les enfants. Comme la magicienne l'a prévu, Glauce meurt et Jason, désespéré, veut arrêter Médée. Elle court se réfugier dans le temple et en ressort flanquée des trois Furies en brandissant le poignard ensanglanté avec lequel elle a tué ses enfants. Elle met le feu au temple et annonce au malheureux Jason : « Je vais à la rivière sacrée ! Mon ombre t'y attendra ! ».

## Distribution
| Rôle                                                                              | Typologie vocale | Créateurs (13 mars 1797, théâtre Feydeau) |
| --------------------------------------------------------------------------------- | ---------------- | ----------------------------------------- |
| Médée                                                                             | soprano          | Julie-Angélique Scio (it)                 |
| Jason                                                                             | ténor            | Pierre Gaveaux                            |
| Créon, roi de Corinthe                                                            | basse            | Alexis Dessaules                          |
| Dircé (Glauce), fille de Créon                                                    | soprano          | Mlle Rosine                               |
| Néris, esclave scythe                                                             | soprano          | Mme Verteuil                              |
| Chef des gardes                                                                   | basse            | Le Grand                                  |
| Confidantes de Dircé                                                              | sopranos         | Émilie Gavaudan, Mlle Beck                |
| Les deux fils de Jason et Médée                                                   | rôles silencieux |                                           |
| Chœurs: femmes de Dircé, Argonautes, gardes de Créon, peuple de Corinthe, prêtres |                  |                                           |

## Orchestration
2 Flûtes (2e aussi piccolo), 2 Hautbois, 2 Clarinettes, 2 Bassons - 4 cors, Timbales - Cordes 

sur la scène (Acte II, no. 12, Marche) : 2 flûtes, 2 Hautbois, 2 Clarinettes, 2 Bassons, 2 Cors, 1 trombone[réf. nécessaire]

## Discographie

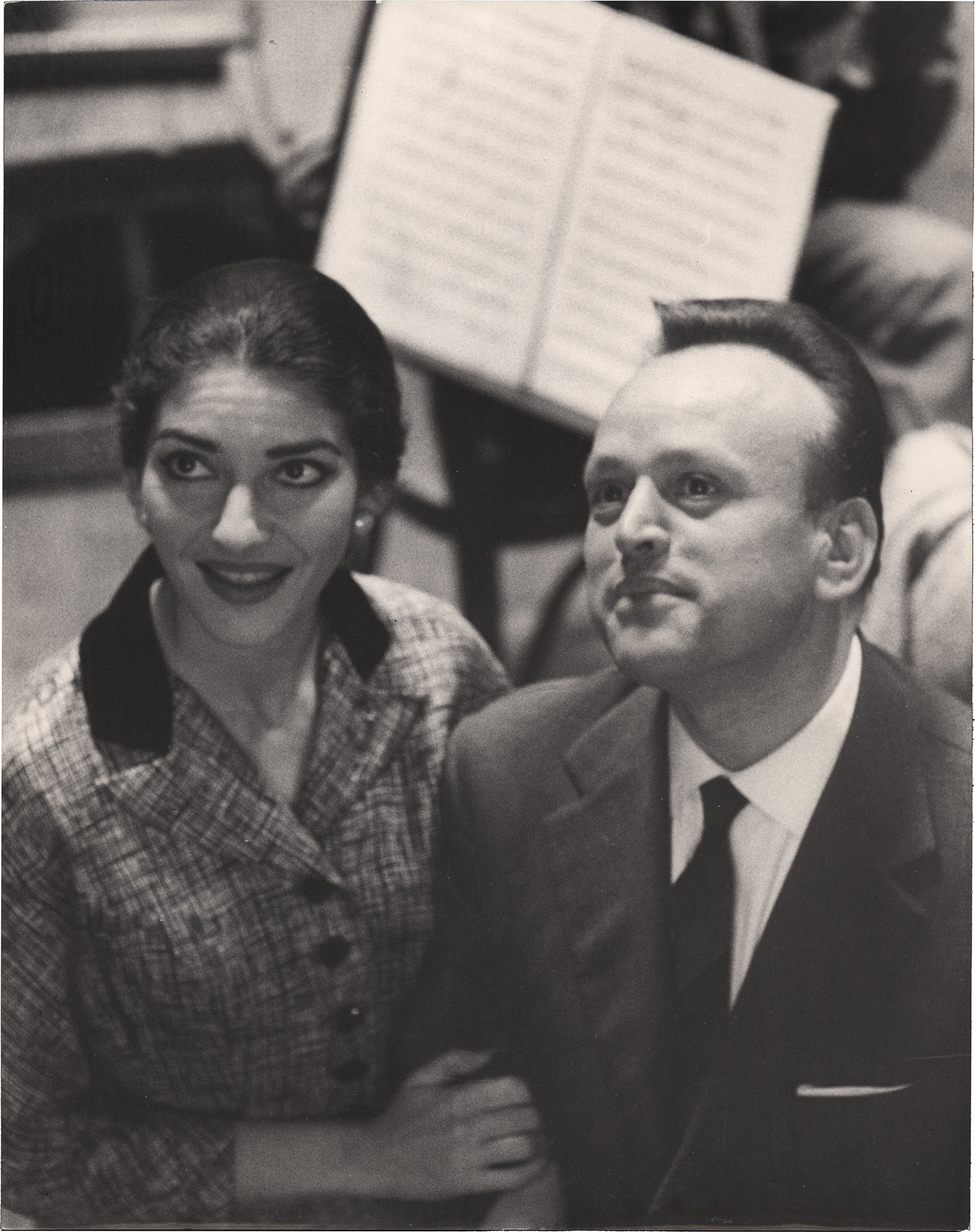
La Callas à Milan en 1957 avec le ténor Mirto Picchi, qui ont tous les deux chanté l'opéra Médée de Cherubini.

### Version italienne
- 1953 : Maria Callas (Medea), Gino Penno (Giasone), Maria Luisa Nache (Glauce), Fedora Barbieri (Neris), Giuseppe Modesti (Creonte); Orchestra e coro del Teatro alla Scala di Milano, Leonard Bernstein (dir.) (enregistrement sur le vif à la Scala de Milan, 10 décembre 1953)
- 1957 : Maria Callas (Medea), Mirto Picchi (Giasone), Renata Scotto (Glauce), Miriam Pirazzini (Neris), Giuseppe Modesti (Creonte); Orchestra e coro del Teatro alla Scala di Milano, Tullio Serafin (dir.) (EMI)
- 1967 : Gwyneth Jones (Medea), Bruno Prevedi (Giasone), Pilar Lorengar (Glauce), Fiorenza Cossotto (Neris), Justino Díaz (Creonte); Orchestra e coro dell'Accademia Nazionale di Santa Cecilia, Lamberto Gardelli (dir.); (Decca)

### Version française
- 1962 (extraits) : Rita Gorr (Médée), Guy Chauvet (Jason), Andrée Esposito (Dircé), René Bianco (Créon), Chœurs et Orchestre du Théâtre National de l'Opéra, chef des chœurs René Duclos, direction: Georges Prêtre. Enregistrement réalisé à Paris, Salle Wagram, les 2, 3, 5, 6, et 16 avril 1962 ; directeur artistique : René Challan ; ingénieur du son : Walter Ruhlmann (EMI)
- 1997: Phyllis Treigle (Médée), Carl Halvorson (Jason), Thaïs St Julien (Dircé), D'Anna Fortunato (Neris), David Arnold (Creonte); Opera Quotannis, Bart Folse (dir.) (Newport Classic)